# Fernando Schmidt
Fernando Schmidt Ariztía (Santiago, 4 de diciembre de 1954) es un político chileno, embajador de carrera, egresado de la Academia Diplomática de Chile Andrés Bello y Magíster en Relaciones Internacionales en el Instituto Universitario Ortega y Gasset de Madrid.

## Biografía
El mayor de cinco hermanos (Francisco, Hernán, Tomás y Cristóbal), es hijo de Fernando Schmidt Henríquez y Amelia Ariztía Ruiz y nieto del ingeniero y ministro de Obras Públicas Teodoro Schmidt Quezada.
El 19 de febrero de 2010, el entonces presidente electo Sebastián Piñera, lo nombró Subsecretario de Relaciones Exteriores, cargo que asumió en marzo de ese año y que ejerció hasta el 12 de noviembre de noviembre de 2012, para asumir como embajador fue Brasil, entre 2012 y 2014.

## Carrera diplomática
- Ingresa al Ministerio de Relaciones Exteriores de Chile en enero de 1974.
- Departamento de Naciones Unidas.
- Gana la Beca del Servicio Alemán de Intercambio Académico DAAD (alemán: Deutscher Akademischer Austausch Dienst) a Alemania (1976).
- Tercer y Segundo Secretario en la Embajada en Bonn, Alemania (1978-1981).
- Escritorio Brasil, Colombia y Venezuela en Cancillería (1981-1983).
- Cónsul en Ushuaia, Argentina (1984-1986).
- Primer secretario en la Delegación de Chile ante la OEA, Washington (1986-1989).
- Jefe del Departamento OEA en Cancillería (1989-1991).
- Consejero y ministro Consejero en la Embajada en España (1991-1996).
- Subdirector y Director para Asuntos de Europa en Cancillería (1996-1998).
- Director de América del Norte (1998-2000).
- Embajador en la República de Corea y concurrente en Mongolia (2000-2004).
- Embajador en Australia, y concurrente en Papúa Nueva Guinea (2004-2006).
- Asume como Director para Asia Pacífico y Consejero de la Fundación Chilena del Pacífico (2006).
- Embajador en Hungría, y concurrente en Bosnia y Herzegovina (2009-2010).
- Subsecretario de Relaciones Exteriores (2010-2012).
- Embajador en Brasil (2012-2014).
- Embajador en Trinidad y Tobago, y concurrente en Grenada, San Vicente y las Granadinas, Suriname y Barbados (2014-2018).
- Embajador en Brasil (2018-2022).

## Condecoraciones
- Alemania
- España
- Suecia
- Orden del Mérito Aeronáutico ( Brasil, 2019)[4]
- Orden del León ( Finlandia)
- Orden al Mérito ( Polonia)
- República de Corea
- Orden José Cecilio del Valle - Honduras[5]

## Experiencia académica
Ha sido profesor en las universidades de Los Andes (1997-1999) y Diego Portales (2007).